# Jonny Moseley Mad Trix
Jonny Moseley Mad Trix is een computerspel dat werd ontwikkeld en uitgegeven door The 3DO Company. Het spel kwam in 2001 uit voor het platform Sony PlayStation 2. Een jaar later volgde een release voor de Game Boy Advance. Het spel is een extreem ski spel. De speler kan kiezen uit een skiër (bijvoorbeeld Jonny Moseley of Tanner Hall) en moet verschillende stunts uitvoeren. Bij het spel kunnen verschillende geheime parcoursen en personages vrijgespeeld worden. Op de Game Boy Advance wordt het speelveld isometrisch weergegeven en op de consoles in 3D.

## Platforms
| Jaar | Platform         |
| ---- | ---------------- |
| 2001 | PlayStation 2    |
| 2002 | Game Boy Advance |

## Ontvangst
| Beoordeeld door        | Jaar | Platform      | Score |
| ---------------------- | ---- | ------------- | ----- |
| GameZone               | 2002 | PlayStation 2 | 90%   |
| GamePro (US)           | 2002 | PlayStation 2 | 80%   |
| Game Informer Magazine | 2002 | PlayStation 2 | 72%   |
| Jeuxvideo.com          | 2002 | PlayStation 2 | 40%   |
| Gaming Target          | 2002 | PlayStation 2 | 34%   |
| Game Revolution        | 2002 | PlayStation 2 | 33%   |
| GameSpot               | 2002 | PlayStation 2 | 29%   |